# Chiến dịch tấn công Riga (1944)
Chiến dịch tấn công Riga (14 tháng 9 - 22 tháng 10 năm 1944) là một chiến dịch quân sự do Hồng quân Liên Xô tổ chức nhằm tấn công vào quân đội Đức Quốc xã, diễn ra trong cuộc Chiến tranh Xô-Đức thuộc Chiến tranh thế giới thứ hai. Thành phần tham gia của quân đội Liên Xô là các Phương diện quân Baltic 1, 2, 3, đối thủ của họ là Cụm Tập đoàn quân Bắc và một phần của Tập đoàn quân thiết giáp số 3 của Cụm Tập đoàn quân Trung tâm. Kết thúc chiến dịch, quân đội Liên Xô đã đẩy quân Đức ra khỏi khu vực Riga và giải phóng thành phố này.
Phối hợp với chiến dịch tấn công Riga, Phương diện quân Baltic 1 cũng đã tổ chức chiến dịch tấn công Memel ở phía Nam, cắt đứt các tuyến đường bộ từ Baltic đến Đông Phổ và cắt rời Cụm Tập đoàn quân Bắc khỏi Cụm Tập đoàn quân Trung tâm. Các hoạt động tấn công phối hợp của phương diện quân Baltic 1 với phương diện quân Baltic 2,3 cuối cùng đã dồn Cụm Tập đoàn quân Bắc về mũi đất Kurland và cô lập nó ở đấy cho đến hết chiến tranh.

## Bối cảnh
Vào giai đoạn cuối của chiến dịch Bagration, nhân lúc quân Đức đang vội vã điều quân từ hai cánh đến bịt lại lỗ thủng ở Byelorussia, quân đội Liên Xô tổ chức đánh mạnh vào sườn Bắc và sườn Nam của Mặt trận Xô-Đức tại vùng Baltic và vùng biên giới Rumani. Tại khu vực Baltic, Cụm Tập đoàn quân Bắc (Đức) trong suốt tháng 7 và tháng 8 đã chịu các đợt tấn công của Phương diện quân Baltic 1(Liên Xô) ở mặt Nam và suýt nữa đã bị quân đội Liên Xô cắt rời khỏi lực lượng chính nếu như quân Đức không kịp thời mở lại một hành lang hẹp ở vịnh Riga trong chiến dịch "Hai đầu" (Doppelkopf). Cùng lúc đó, ở mặt Đông, tại tuyến Valga–Võrtsjärv, các lực lượng Đức và lực lượng dân vệ Estonia (Omakaitse) cũng đang phải chống đỡ quyết liệt trước các đợt tấn công dữ dội của quân đội Liên Xô trong chiến dịch tấn công Tartu. Trước tình hình bị ép từ hai phía, tư lệnh Cụm Tập đoàn quân Bắc Ferdinand Schörner đã gấp rút triển khai chiến dịch "Hoa Cúc tây" nhằm gấp rút rút quân ra khỏi lãnh thổ Estonia. Quân đội Liên Xô dĩ nhiên không để cho Cụm Tập đoàn quân Bắc có thể dễ dàng rút lui.

## Binh lực và kế hoạch

### Quân đội Liên Xô
- Phương diện quân Baltic 1 (tư lệnh: đại tướng I. Kh. Bagramyan, tham mưu trưởng: trung tướng V. V. Kurasov)
  - Tập đoàn quân cận vệ số 2 (trung tướng P. G. Chanchibadze)
  - Tập đoàn quân cận vệ số 6 (trung tướng I. M. Chistyakov)
  - Tập đoàn quân xe tăng cận vệ số 5 (trung tướng - đến tháng 10 được thăng hàm thượng tướng V. T. Volskiy)
  - Tập đoàn quân xung kích số 4 (trung tướng P. F. Malyshev)
  - Tập đoàn quân số 43 (trung tướng A. P. Beloborodov)
  - Tập đoàn quân số 54 (trung tướng Ya. G. Kreyzer)
  - Tập đoàn quân không quân số 3 (thượng tướng không quân N. F. Papivin)
- Phương diện quân Baltic 2 (tư lệnh: đại tướng A. I. Yeryomenko, tham mưu trưởng: thượng tướng L. M. Sandalov)
  - Tập đoàn quân cận vệ số 10 (trung tướng M. I. Kazakov)
  - Tập đoàn quân xung kích số 3 (trung tướng M. N. Gerasimov, đến ngày 5 tháng 10 là trung tướng N. P. Simonyak)
  - Tập đoàn quân số 42 (trung tướng V. P. Sviridov)
  - Tập đoàn quân số 22 (trung tướng G. P. Korotkov)
  - Tập đoàn quân không quân số 15 (thượng tướng không quân N. F. Naumenko)
- Phương diện quân Baltic 3 (tư lệnh: đại tướng I. I. Maslennikov, tham mưu trưởng: trung tướng V. R. Vashkevich)
  - Tập đoàn quân xung kích số 1 (tư lệnh: trung tướng N. D. Zakhvatayev)
  - Tập đoàn quân số 67 (tư lệnh: trung tướng V. Z. Romanovskiy)
  - Tập đoàn quân số 54 (tư lệnh: trung tướng S. V. Roginskiy)
  - Tập đoàn quân số 61 (tư lệnh: trung tướng P. A. Belov)
  - Tập đoàn quân không quân số 14

Binh lực tổng cộng: 900.000 người, 3.000 xe tăng và pháo tự hành, 17.500 đại bác và súng cối, 2.500 máy bay
Trong chiến dịch này, quân đội Liên Xô tổ chức các mũi tấn công hợp điểm của các Phương diện quân Baltic 1, 2, 3 vào khu vực Riga nhằm cắt đứt đường rút lui của Cụm Tập đoàn quân Bắc và tiêu diệt một phần lực lượng này. Trong đó, Phương diện quân Baltic 1 tiến vào vịnh Riga và tìm cắt cắt đường lui của quân Đức về phía Đông Phổ.

### Quân đội Đức Quốc xã
- Cụm Tập đoàn quân Bắc (tư lệnh: thượng tướng Ferdinand Schoerner)
  - Tập đoàn quân số 16 (thượng tướng Carl Hilpert)
  - Tập đoàn quân số 18 (trung tướng bộ binh Ehrenfried-Oskar Boege)
- Cánh Bắc của Cụm Tập đoàn quân Trung tâm tạm thời nằm dưới sự chỉ huy của Cụm Tập đoàn quân Bắc
  - Tập đoàn quân thiết giáp số 3 (thượng tướng Erhard Raus)
- Lực lượng dân vệ SS người Estonia Omakaitse

Binh lực tổng cộng: 700.000 người, 1.200 xe tăng và pháo tự hành, 7.000 đại bác và súng cối, 400 máy bay

## Diễn biến
Đợt tấn công vào Riga của quân đội Liên Xô mở màn vào ngày 14 tháng 9 năm 1944. Trước sức tấn công mạnh mẽ của phía Liên Xô, chỉ trong vòng 4 ngày, thương vong của Tập đoàn quân số 16 (Đức) đã lên tới mức rất nghiêm trọng, trong khi đó 10/16 sư đoàn của Tập đoàn quân số 18 (Đức) bị thiệt hại nặng tới mức chỉ còn tồn tại dưới dạng cụm tác chiến (Kampfgruppe) level. Tại khu vực phía Bắc dọc theo tuyến hồ Võrtsjärv – sông Väike Emajõgi – đầu mối giao thông đường sắt giữa thành phố Valga và sông Gauja, phương diện quân Baltic 3 cũng tấn công dữ dội vào vị trí của quân đoàn số 28 (Đức) và lực lượng dân vệ SS Estonia. Các lực lượng Đức và Estonia đã chống cự kịch liệt nhằm giữ vững vị trí trước các đợt tấn công của quân đội Liên Xô.
Từ phía Nam, Tập đoàn quân số 43 (Liên Xô) cũng đang đánh mạnh vào khu vực Riga, nơi quân đoàn số 10 của Đức vừa mới bị đánh tan. Trước tình hình khẩn cấp, Cụm Tập đoàn quân Bắc gấp rút tổ chức rút quân về Latvia và bán đảo Kurland. Trong khi đó, ngày 16 tháng 9, quân đoàn thiết giáp số 39 thuộc Tập đoàn quân thiết giáp số 3 (Đức) cũng tổ chức chiến dịch Cäsar tấn công vào nút giao thông Šiauliai với binh lực gồm 3 sư đoàn thiết giáp thiếu biên chế (số 5, số 15 và số 17) và sư đoàn thiết giáp xung kích "Đại Đức" nhằm trục quân đội Liên Xô khỏi nút giao thông Šiauliai. Nhưng một lần nữa, quân Đức tiến quân rất vất vả và sau nhiều ngày chiến đấu chỉ đột phá được vài dặm. Chiến thuật "Chiến tranh chớp nhoáng" của Đức từng làm mưa làm gió trong quá khứ đã tỏ ra không có tác dụng trước hàng phòng ngự rắn chắc và nhiều tầng nhiều lớp do quân đội Liên Xô bố trí. Phía sau lưng tập đoàn quân cận vệ số 2 - đơn vị chịu đòn tấn công chính của Đức - Phương diện quân Baltic 1 đã tổ chức thêm một tuyến phòng ngự nữa với hai sư đoàn bộ binh và một số lữ đoàn chống tăng. Đồng thời, các đơn vị Liên Xô vốn sở hữu một số lượng lớn các pháo chống tăng đủ loại và đã gây thiệt hại nặng nề cho các mũi xe tăng Đức. Thêm vào đó, tập đoàn quân xe tăng số 5 (vừa được điều về từ Kaunas), quân đoàn xe tăng số 1 và quân đoàn cơ giới cận vệ số 3 đã nhanh chóng được tung vào mặt trận. Dưới sự yểm hộ mạnh mẽ của không quân, các lực lượng này đã chặn đứng cuộc phản công của quân đội Đức Quốc xã.
Trong thời gian này, Đại bản doanh Bộ tổng tư lệnh Tối cao Liên Xô STAVKA đã bí mật chuẩn bị một cuộc tấn công theo hướng khác, được che đậy khéo léo dưới vỏ bọc của cuộc chiến tại Riga. Kế hoạch về đợt tấn công này được công bố trong một chỉ thị của Đại bản doanh ngày 24 tháng 9 năm 1944.. Ngày 27 tháng 9, lực lượng trinh sát của Tập đoàn quân số 16 (Đức) bắt đầu báo cáo về các hoạt động chuyển quân của phía Liên Xô ra khỏi khu vực này để đi về hướng Tây Nam. Thật vậy, các tập đoàn quân xung kích số 4 và 51 (Liên Xô) đã được điều sang phía Nam để chuẩn bị cho một cuộc tấn công lớn theo hướng Memel do Phương diện quân Baltic 1 thực thi. Từ ngày 24 tháng 9 đến 4 tháng 10, 50 sư đoàn bộ binh, 15 lữ đoàn xe tăng và 93 trung đoàn pháo binh đã được bí mật điều đến vị trí tác chiến mới. Tình báo Đức tuy phát hiện được các cuộc chuyển quân của Liên Xô nhưng không phát hiện được điểm tập kết của các đơn vị này. Và cứ cho là quân Đức nhận diện được các đợt chuyển quân của phía Liên Xô thì mọi thứ đã quá muộn vì phía Đức không có thời gian để chuẩn bị phương án đối phó. Kết quả, Tập đoàn quân thiết giáp số 3 (Đức) tại hướng Memel bị đánh tan, tàn quân của nó bị nhốt trong một "pháo đài" ở thành phố Memel còn các tuyến đường bộ đi từ vùng Baltic đến Đông Phổ đã bị quân đội Liên Xô cắt đứt. Cụm Tập đoàn quân Bắc chính thức bị cắt rời khỏi lực lượng chính của quân đội Đức quốc xã. Ngày 9 tháng 10, tư lệnh Cụm Tập đoàn quân Bắc, thượng tướng Ferdinand Schoerner thông báo rằng sẽ tấn công giải cứu cho Memel và nối lại tuyến liên lạc cho Cụm Tập đoàn quân Bắc nếu quân Đức có thể kịp thời di tản khỏi Riga, tuy nhiên lời hứa này vĩnh viễn không thực hiện được.
Tại mặt Đông, các Phương diện quân Baltic 2 và 3 tiếp tục gia tăng sức ép lên Riga; thành phố đã bị pháo kích dữ dội ngay từ ngày 10 tháng 10. Tập đoàn quân số 16 buộc phải triệt thoái khỏi thủ đô Latvia để rút về Kurland, phá hủy hết cầu cống trên đường rút quân và giao nhiệm vụ chặn hậu cho các lực lượng thuộc sư đoàn bộ binh số 227 và sư đoàn phòng không cơ giới hóa số 6. Ngày 13 tháng 10, Phương diện quân Baltic 3 giải phóng Riga. Đến ngày 16, phương diện quân này bị giải thể và binh lực của nó được chuyển giao cho các Phương diện quân Baltic 1 và 2. Phương diện quân Baltic 2 tiếp tục cuộc tấn công, quét sạch quân Đức khỏi bờ Đông sông Lielupe vào ngày 17 tháng 10 và đến ngày 22 tháng 10 tiến tới Tukums, phối hợp với Phương diện quân Baltic 1 cô lập Cụm Tập đoàn quân Bắc tại Kurland. Hạm đội Baltic cũng áp sát vùng duyên hải vịnh Riga, tổ chức pháo kích và đánh chặn các cuộc đào thoát bằng đường biển của Cụm Tập đoàn quân Bắc.

## Kết quả
Các hoạt động phối họp của 3 Phương diện quân Baltic của Liên Xô trong các chiến dịch tấn công Memel và Riga đã giải phóng phần lớn lãnh thổ Litva và chính thức cô lập Cụm Tập đoàn quân Bắc tại "cái túi" Kurland cho đến hết chiến tranh.